# 潜在視聴率
潜在視聴率（せんざいしちょうりつ）とはタレントが出演することによって、番組の演出に関係なく、増えるであろう個人の持ち視聴率、そのタレントに潜在している視聴率のことである。

## 概要
データは、テレビ局が代理店やリサーチ会社に依頼して作らせたのが始まり。目的は、出演タレントが持っている視聴率をデータ化することによって、キャスティングや出演料の基準（目安）とする。基本的には一般には公表されないものだが、週刊誌や書籍等で発表されている。